# Hogg Life: The Beginning
Hogg Life: The Beginning è il quinto album solista del rapper statunitense Slim Thug, pubblicato nel 2015.
| Recensione | Giudizio |
| ---------- | -------- |
| AllMusic   | [ 1 ]    |
| HipHopDX   | [ 2 ]    |

## Tracce
1. Hogg Life – 2:57
2. All I Kno (featuring Propain) – 3:25
3. Rip (featuring Z-Ro) – 3:38
4. 5K1 – 3:16
5. 55 (featuring Z-Ro & Mug) – 3:46
6. Self Made (featuring Sosa Mann) – 3:39
7. Money Fever (featuring Sauce Twins) – 4:18
8. Ignant "Gettin In" – 3:13
9. No Talking – 4:17
10. Smokin (featuring Z-Ro) – 4:06
11. Nobody (featuring Chayse) – 4:25
12. Too Much (featuring Z-Ro) – 4:10
13. The Top – 2:58
14. Drophead Freestyle – 3:29

## Classifiche
| Classifica (2015)         | Posizione massima |
| ------------------------- | ----------------- |
| Stati Uniti               | 131               |
| US Independent Albums     | 13                |
| US Top Rap Albums         | 8                 |
| US Top R&B/Hip-Hop Albums | 15                |